# Falange Española de las JONS (Auténtica)
Falange Española de las JONS (Auténtica) (FE–JONS(A)) fue un partido político español de ideología falangista, escindido de Falange Española de las JONS en 1976.
Desde la unificación de la originaria Falange Española de las JONS con la Comunión Tradicionalista y el resto de formaciones combatientes en el bando sublevado de la guerra civil española, llevada a cabo por el general Franco, un sector de los falangistas comenzó a operar clandestinamente bajo la denominación de Falange Española Auténtica. Esta formación sería disuelta definitivamente en los años cuarenta, pero daría lugar a varias formaciones herederas a lo largo de la dictadura. Tras la reapertura del Registro de Partidos Políticos, en 1976, el grupo comandado por Narciso Perales y Pedro Conde Soladana reclamaría la legitimidad del nombre «Falange Española de las JONS», pero habría de conformarse con la inclusión de «Auténtica» al final del mismo, puesto que el por entonces presidente Adolfo Suárez falló en favor del que fuera ministro franquista Raimundo Fernández-Cuesta.

## Historia
El 24 de mayo de 1975, el llamado Frente Nacional de Alianza Libre (FNAL) formado, entre otros, por Manuel Hedilla y Patricio González de Canales entró en la comisión constitutiva de Falange Española, integrada, entre otras organizaciones, por los Círculos Doctrinales José Antonio; abandonó la misma el 24 de abril de 1976 por su oposición a invitar al Congreso de Unidad al denominado Frente Nacional Español de Raimundo Fernández-Cuesta, antiguo secretario nacional de la Falange originaria pero leal a Franco e integrado en su Movimiento después. Al mes siguiente, del 27 al 29 de mayo, se celebra en Madrid el I Congreso Nacional de FE de las JONS, al que asisten, además, la Central Obrera Nacional-Sindicalista (CONS) y el Frente Sindicalista Unificado (FSU); al término del mismo se aprueba la creación de «Falange Española de las JONS (Auténtica)».
En paralelo se llevó a cabo una amplia campaña de impacto, que incluyó la retirada de los retratos de José Antonio Primo de Rivera de las estaciones del Metro de Madrid y de las placas con el yugo y las flechas situadas a la entrada de los pueblos, en señal de rechazo a la utilización que el Régimen de Franco había realizado de la imagen del fundador. El 29 de septiembre, Miguel Hedilla (hijo de Manuel Hedilla) y otros tres militantes entran, con camisa azul, en la sede de la Secretaría General del Movimiento (C/ Alcalá 44) y, encerrándose en uno de los despachos de la quinta planta, sacan una pancarta por la ventana con consignas contra Raimundo Fernández-Cuesta, Pilar Primo de Rivera y José Antonio Girón de Velasco, todos antiguos falangistas pero luego traidores a la doctrina por su jura de lealtad a Francisco Franco; en otra ocasión, el 15 de enero de 1977, varios militantes arrojaron ante el citado lugar las placas con el yugo y las flechas retiradas meses antes.
El 20 y 21 de noviembre se celebró en Alicante el I Congreso del partido, en el cual se ratificó como presidente a Pedro Conde. El 26 de febrero de 1977 el partido fue inscrito en el Registro de Partidos Políticos del Ministerio del Interior.
El 19, 20 y 21 de marzo de 1977 se celebró el II Congreso del partido en el Hotel Don Quijote de Madrid. El partido presentó candidaturas en las elecciones generales de 1977 y 1979.
En 1978 ocurre una ruptura interna en el partido, luego de que, en el III Congreso del partido, clausurado el 26 de marzo, un sector se alzara contra el conjunto eligiendo como jefa nacional a Ana María Férnández-Llamazares, desautorizando al entonces jefe nacional Pedro Conde Soladana. Días antes había sido expulsado Miguel Hedilla y otros dirigentes, situación que fue revertida durante este encuentro; sin embargo, el sector liderado por el hijo del histórico dirigente terminará constituyendo, en 1979, la escisión Falange Española Auténtica (FEA).
El 23 de diciembre de 1979, tras la realización de un nuevo Congreso en Zaragoza, Falange Española de las JONS (Auténtica) decidió autodisolverse, lo cual quedó oficializado en el Congreso extraordinario que se realizó en la Casa de Campo de Madrid el 6 de diciembre de 1980.